# NHK小菅中継局
NHK小菅中継局（エヌエチケイこすげちゅうけいきょく）は山梨県北都留郡小菅村にあったテレビ中継局。

## 概要
- 当中継局は北都留郡小菅村川久保（天神山）に置かれ当地区に電波を発射していたが、共同受信設備の整備などで、2008年3月12日に廃止された。

## 中継局概要（廃止時点）
| 放送局名    | チャンネル | 空中線電力        | ERP            | 放送対象地域 | 放送区域内世帯数 |
| NHK甲府総合 | 44ch       | 映像1w /音声750mw | 映像8w /音声1w | 山梨県       | 約-世帯          |
| NHK甲府教育 | 46ch       | 映像1w /音声750mw | 映像8w /音声1w | 全国         | 約-世帯          |

## 置局住所
- 北都留郡小菅村川久保（天神山）